# Selu Nieto
José Luis Nieto Lindo (Sevilla, 31 de enero de 1987), más conocido como Selu Nieto, es un actor español, hijo de José Luis Nieto 'Selu' (saxofonista de grupos como Reincidentes y Extremoduro). Interpretó de 2011 a 2020 a Hipólito Mirañar en la serie sobremesa El secreto de Puente Viejo.

## Biografía
Nació el 31 de enero de 1987 en Sevilla. Comenzó su carrera como actor, estudiando hasta el tercer año en la escuela superior de Arte Dramático de Sevilla, hasta que marchó a Madrid para seguir sus estudios de interpretación. Más tarde comenzó con el corto, Distinto, con el director Ignacio Nieto. En 2005 hizo un cameo, en Hospital Central, como Víctor. En ese mismo año, hizo un cameo en la película El camino de Víctor y un personaje secundario en "15 días contigo" de Jesús Ponce. En 2007, participó en Lola, la película, interpretando a Antonio Burgos. Más tarde, hizo un cameo en Desaparecida interpretando a Rubén Vázquez. En 2009, participó en Cuestión de suerte, un corto, en el que interpretó a Javi. Desde 2009 hasta 2010, interpretó a Vicente Moreno, en la serie, Padre Medina. En 2010 participó en La balada del estrecho, cómo Juan. En 2012, interpretó a Aaron, en Impávido. Desde 2011, interpreta a Hipólito Mirañar Asenjo, en la serie, El secreto de Puente Viejo.

## Teatro
- Dolores, con las alas del amor salté la tapia (2019).
- La última boqueá (2017).
- Juventudes (2015). Junto a Goizalde Núñez.
- Los perros (2015 - Actualidad).
- Las ranas de Aristófanes. (2014) junto a Pepe Viyuela y Miriam Diaz Aroca.
- MeiDey (2013-2014).
- La Gran ManSana (2011-2012).
- La Noche (2008).

## Programas de Televisión
- La ruleta de la suerte. Invitado (2013) Antena 3

## Cortometrajes
- La plaza (2016)
- Cuestión de suerte (2009)
- Tocata y fuga (2006) de Álex O'Dogherty.

## Filmografía

### Series de televisión
| Año         | Serie                      | Personaje               | Canal     | Notas           |
| ----------- | -------------------------- | ----------------------- | --------- | --------------- |
| 2005        | Hospital Central           | Silvia                  | Telecinco | 1 episodio      |
| 2007        | Desaparecida               | Rubén Vázquez           | La 1      | 1 episodio      |
| 2009 - 2010 | Padre Medina               | Vicente Moreno          | Canal Sur | 25 episodios    |
| 2011 - 2020 | El secreto de Puente Viejo | Hipólito Mirañar Asenjo | Antena 3  | 2.325 episodios |
| 2024        | Ayla y los Mirror          | Eric                    | Disney+   | 30 episodios    |

### Cine
| Año  | Serie           | Personaje      |
| ---- | --------------- | -------------- |
| 2005 | 15 días contigo | Niñato         |
| 2007 | Lola            | Antonio Burgos |
| 2010 | La mula         | Soldado        |
| 2012 | Impávido        | Aaron          |